# 交流電化
交流電化（こうりゅうでんか）は、鉄道の電化方式の一つで、交流電源を用いる方式。
交流電化には、単相交流を使うものと、三相交流を使うものがある。さらに単相交流には商用周波数（50 - 60 Hz）を使うものと、その2分の1から3分の1の低い周波数を使うものがある。現在、主流は商用周波数の単相交流で、電圧は主に25 kVを使用する。

## 特徴
直流電化と比較して、以下のような特徴がある。
送電ロスが少なく地上設備のコストが低い
同一電力を送電する場合のロスはおおむね電圧の2乗に反比例することから、電圧はできるだけ高くした方が送電には有利である。同じ電力を送るのに架線で失われる電力損失が少なくて済むことから、交流電化は直流電化に比べ変電所の間隔を長く取ることができ、直流電化の場合には別途必要となる饋電線（架線に並行した太い電力線）、変電所への送電用の特別高圧線そして、自動閉塞で用いる閉塞信号機で用いる高圧線も不要であり、全体として地上設備コストの低減が図れる。交流は動力車において変圧器を用い容易に電圧を変えられるため、使用する電動機の電圧に合わせた600 - 3000 Vを用いる直流電化のような電圧の縛りから解放され、任意の高い電圧を選べる。しかし架線電圧が高くなると車両ならびに地上設備の離隔距離を大きくとらなくてはならず、車両の設計が困難になるばかりか建設費など他のコストが上がってしまう。そのため動力車に供給すべき電力のほか、設備費用など制約条件を総合的に検討した上で11000 - 50000 Vの電圧が選択される。日本においては20000 V（在来線）と、25000 V（新幹線）の2種類の電圧が採用された。交直同様条件での消費電力量は、発電所からの受電電力量において直流電化に比較して20～40％が省力化、節電されている。この長期に渡る省力化の為、1960年前後以降の国鉄の新幹線と在来線九州全域、在来線東北以北全域などは交流電化が推進され、直流電化路線は戦前に直流電化の私鉄として開業した仙石線、地下鉄直通のために共通する直流電化を採用した筑肥線など、ごく一部にとどまる。
大容量送電が可能
交流は高電圧を用いることから、直流に比して小さい電流での送電が可能である。そのため、負荷電流が直流方式と比べて1/10以下になり、電車線は細いものですむ、したがって、大きな出力を必要とする電気車両への大容量送電に適している。日本の新幹線は高速走行で大量の電力を必要とするため、交流電化を採用した。
電動機起動制御のロスが少ない
抵抗制御を用いた直流車では、主電動機に与える電圧を制御するため、抵抗器を用いて一部を熱として捨てていた。これに対し交流車では、電圧を直接制御できるタップ制御やサイリスタ制御が基本となっており、無駄なく電力を利用できる。
ただし、後に直流車・交流車の区別なく電圧を自在に調整することができ、小消費電力であるVVVFインバータ制御方式が主流となりこの点における交流車としての利点は少なくなっている。
粘着係数が高い
交流車は粘着係数が高いという長所を持つ。直流車では低速で電動機を直列につなぐが、電流一定のために、ある電動機で空転が始まってもトルクが下がらず回転数がむしろ上がる傾向になる。一方交流車では一般に並列接続であるので、回転が上がるとその電動機に流れる電流が減少してトルクが下がり、容易に再粘着する。また、以前の直流車で一般的であった抵抗制御では、加速（力行）中に限流値により一段ごと抵抗を抜く時に電流が一時的に増大して空転を起こしやすいのに対し、タップまたはサイリスタにより連続的に電圧を変えられる交流車は優位であり、一時は交流電気機関車のD級（動軸数4）は直流電気機関車のF級（動軸数6）に匹敵すると評された。
ただし、先述のVVVFインバータ制御方式が主流となり再粘着制御が容易に行えるようになったことから、この点における交流車としての利点は少なくなっている。
かつては車両コストが割高
特別高圧を電動機が使用可能な電圧に下げるため、車両には重い変圧器を搭載しなければならない。また、主電動機は、直流を電源として用いる直流電動機の場合には、整流器またはサイリスタが必要であり、交流を電源として用いる誘導電動機の場合には、PWMコンバータで直流に変換した後にVVVFインバータで三相交流に変換する主変換装置が必要である。両者とも、重量のある商用電源対応の平滑リアクトルが必要であり、集電装置も高電圧対応である必要がある。したがって、車両の製作費およびメンテナンスコストが高くなり、重量も大きくなりがちである。
高額な直流直巻電動機を用いた直流電車においては短時間の最高出力は連続定格出力の4、5割増しの大きなものとなる。しかし交直両用車の場合、コストの制約・軸重制約のため、電動機の最高出力時の消費電力よりかなり容量の小さい、連続定格をやや上回る程度の変圧・整流機器となるため、最高出力は直流時をかなり下回る。
以上が交流電化の特徴であり、地上設備と車両のコストに鑑みると、需要が少ない地域の輸送や動力集中方式に適した方式と従来言われてきた。JR在来線のように交流電化と直流電化が混在する場合、交流直流両用車を使うことになり、20世紀終盤までは導入コストが高くなる傾向があった。
21世紀に入り整流機器が安価になったことにより直流電化の費用が低下したことに加え、電車化の進展やVVVFインバータ制御により直流電車の性能が向上したものの、変電所の設置間隔と消費電力の省力化は交流電化の最大の利点である。
また電力回生ブレーキの観点からは、回生電流を電源系統に戻すことができる等の要因により回生失効がおこりにくい特徴が挙げられる。小規模ではあるがこの点も直流電化に較べ交流電化のメリットである。

## 交流饋電系統の構成

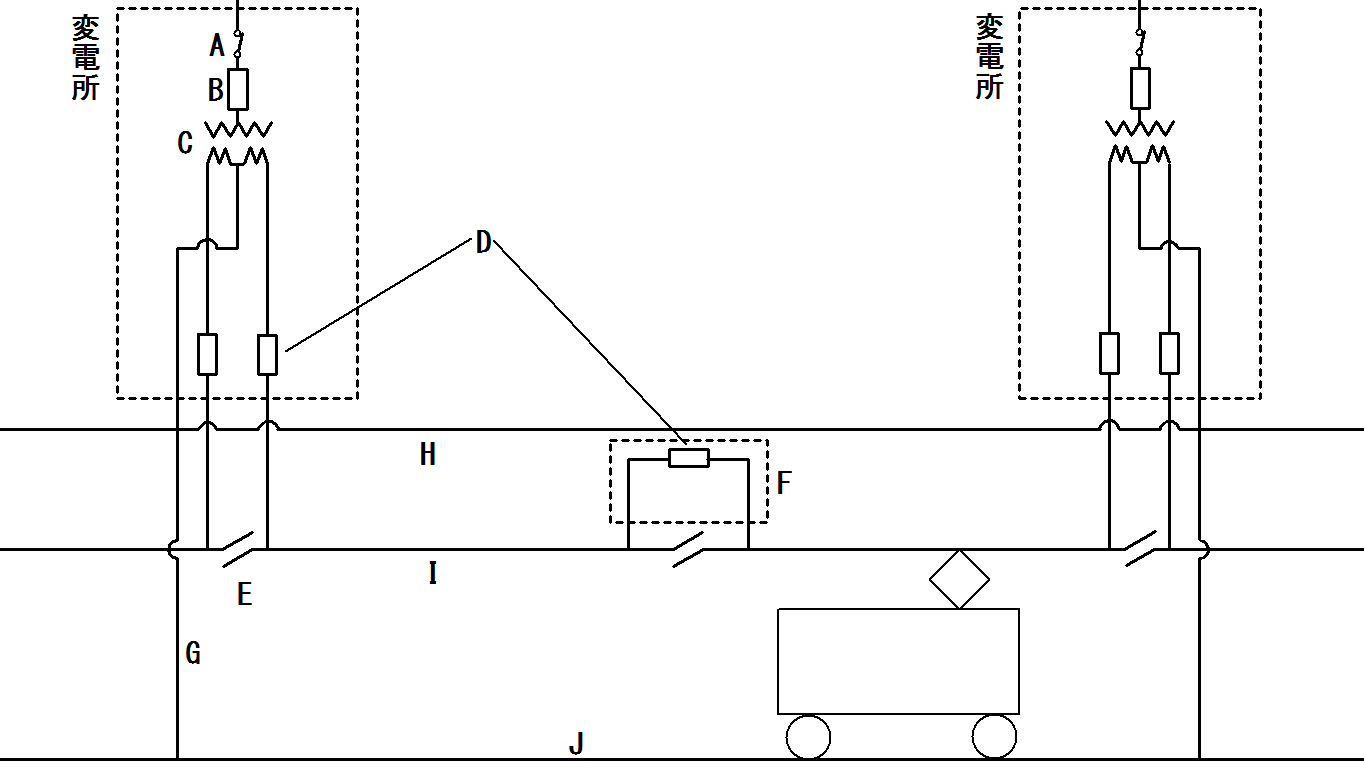
交流饋電系統の饋電回路のモデル図。A断路器、B受電用遮断器、C三相二相変換変圧器、D饋電用遮断器、Eエアセクション、F饋電区分所、G帰線、H饋電線又は負饋電線、Ｉ電車線、Jレール。

日本の交流饋電系統の饋電回路は、沿線の変電所に一般電力網からの特別高圧系統の三相交流電力を受電し、断路器と受電用遮断器を介して、三相二相変換変圧器で、90度位相差がある2組の単相交流電力に降圧変換し、それらを饋電用遮断器を介して方向別又は上下線別に流し、電車線（トロリー線）に給電される。その後、電車（負荷）で使用された電流は、レールから負饋電線又は架線・AT饋電線を介して変電所の三相二相変換変圧器に戻る。
三相二相変換変圧器は、当初はスコット結線変圧器が使用され、一般電力網からは66 kV - 154 kVの特別高圧を受電していたが、その後、饋電（通電）距離を長く、送電容量の大きくできるAT饋電方式が開発されたため、一般電力網からはさらに上の187 kV - 275 kVの超高圧を受電して饋電することが可能になった。
ところが超高圧変圧器の1次側は送電線の地絡事故時の要請からその中性点を直接接地にすることが要求される。そのため1次側の中性点を直接接地することが可能な変形ウッドブリッジ結線変圧器が使用されており、主に新幹線などで使用されている。さらに変圧器の受電側にある1次側の中性点を直接接地が可能かつ、変圧器の饋電側にある2次側の結線が電気的に接続点を持たず、変圧器の巻線構成を簡単にしたルーフ・デルタ結線変圧器が東北新幹線新七戸変電所で採用され2002年に運用を開始した。なお変圧器の容量は、在来線が6 - 60 MVA程度、新幹線が30 - 200 MVA程度としている。
直流饋電系統とは違い、隣接する変電所の電車線の電圧が等しくても、交流の電圧位相が異なる場合があるため、その場合は並列接続することはできない。そのため変電所間の中間に遮断器などの開閉装置を設けた饋電区分所を設置し、変電所と饋電区分所には、エアセクションまたは電車線にFRP製の絶縁体と吊架線に数個の250mmの懸垂碍子で構成でされた異相セクションと呼ばれるされたデッドセクションを設置して、変電所から饋電区分所までの単独饋電としており、この区間おいては、電気車はノッチオフで通過している。さらに新幹線では、変電所から饋電区分所の間に補助饋電区分所を設置しており、変電所と饋電区分所には、2つのエアセクションと真空切替器で構成した約1000mの中間セクションを設置した異相区分用切替セクションが設置して、軌道回路による列車検知により自動で進行方向の電源に切替わることで、電気車はノッチを入れたまま通過することができるようになっており、切替による停電時間は0.3秒としている。
交流饋電系統では、電車線を流れる交流電流の不平衡による電磁誘導や帰線電流の一部がレールから大地に漏れるなどして、近くの通信線や電話線に電磁誘導障害を発生させる、そのため、通信線や電話線にその対策をするとともに、饋電回路でもレールに帰線電流が流れる区間を限定するなどの処置の他に、電車線と平行して帰線である負饋電線又はAT饋電線を張り、お互いの磁力を打消し合う方法が取られる。その方法として3 - 4 kmごとに電車線にセクションを設け、そこに電車線と負饋電線との間に吸上変圧器（ブースタートランス）を接続し、電車線の電流により吸上変圧器がレールの帰線電流を強制的に負饋電線に吸上げて電磁誘導障害を軽減させるBT饋電方式、10 - 15 kmごとに電車線・レール・饋電線との間を接続した単巻変圧器を設置して、帰線電流を単巻変圧器を介して饋電線に吸上げて、誘導障害を軽減させるAT饋電方式がある。
変電所と饋電回路には過電流や地絡電流などによる故障電流や内部故障などから機器・電源系統を保護するため、さまざまな保護継電器が取付けられている。変電所内では受電側に過電流継電器・接地継電器・不足電圧継電器を、変圧器内の内部故障の検出に、変圧器の温度・油量・圧力・油流および過電流継電器をそれぞれ設置し、受電用遮断器を作動させて、機器等の故障による事故の波及を防ぐ。特徴的な保護継電器装置として、容量が10 MVAの変圧器の場合、変圧器の1次側電流と2次側電流を比較する比率差動継電器が設けられる。またAT饋電用変電所での饋電母線の地絡検出において、計器用変圧器 (VT) に中性点接地形VT（EVT）を使用しており、VTの2次側の電圧上昇を検知することで地絡を検出する。電車線側の饋電回路には、特別高圧を使用しているため、車両故障・架線故障・飛来物・鳥害・碍子閃絡・樹木接触などでの故障では故障電流が大きいため、早期に故障を検知して電流を遮断する必要がある。通常の動力車の走行では反応せず、故障電流だけを的確に検出するため、変電所では、変電所から故障点までの距離により保護特性が定まる距離継電器、饋電電流の変化が一定値以上の場合に動作する交流ΔI形故障選択継電器、不足電圧を検知する不足電圧継電器、過電流を検知する過電流継電器により動作原理の異なる保護継電器を組み合わせて検知を行い饋電用遮断器を作動させて保護する。保護継電器の架線での保護範囲は、変電所から饋電区分所としており、距離継電器と交流ΔI形故障選択継電器による２つの保護継電器で行われる。また、アークによる閃絡故障では、アークが消滅すると閃絡故障が回復することが多いため、回復後に饋電用遮断器を開放から0.5秒後に自動で再投入させている。
電圧降下が架線の電圧許容変動範囲よりも大きい線区では、電圧降下対策が行われており、BT饋電方式では、コンデンサを負饋電線に直列に接続して、回路内のリアクタンスの約80 %を補償して電圧降下を抑える方法が取られており、その他にも、負饋電線回路のリアクタンスが小さくなることにより、BTセクションでのアークを抑える効果もある。AT饋電方式では、変圧器のタップをサイリスタで高速切替を行い、1段で1200 V程度の電圧が補償される架線電圧補償装置を饋電区分所に設置して、負荷力率の改善を行い饋電回路の電圧降下を抑える静止形無効電力補償装置が設置されている。
電圧不均衡や電圧変動に対しては、できるだけ小さいことが望ましく、大きい電源容量から受電したり、三相二相変換変圧器を用いることで、それを小さくしているが、電源容量が負荷に対して相対的に小さい変電所では、パワーエレクトロニクス技術を使用した、静止型無効電力補償装置(SVC)や電力融通方式電圧変動補償装置(RPC)使用しており、SVCには、電車線と饋電線又は負饋電線との間と変圧器の饋電側に接続して負荷の無効電力を補償することで、電圧変動を半減できる他励式SVCとSVCの出力電圧の位相を系統電圧に変圧器を介して同期させた状態で、SVCの出力電圧と系統電圧を制御することで負荷の有効電力の制御を行い電圧変動対策を行う自励式SVCがある。
交流電化電路において架空電車線や饋電線の、碍子を介した地絡の場合は異常電圧の発生もあり好ましくない。それを防ぐためすべての碍子の大地に近いところにレールと同電位の「保護線」を接触させておき、碍子の閃絡事故を短絡事故に転換させ変電所の饋電用遮断器を開放する。保護線はBT饋電方式の場合、負饋電線が、AT饋電方式の場合はレールと同電位の保護線がその働きを担う。
饋電回路故障時の保護継電器の動作後には、故障点標点装置（ロケータ）を起動させて故障点を特定することで、故障の早期復旧を図っており、BT饋電方式では故障点までの線路リアクタンスが距離に対して直線状に比例するため、変電所から故障点までの線路リアクタンスを演算して、既知の線路リアクタンスと比較することで、故障点を特定する、リアクタンス検出方式故障点標点装置が、AT饋電方式では、故障点から両側のATの単巻変圧器の中性点のレールから吸い上がる吸上電流の値が故障点までの距離に対して反比例するため、両側のATの単巻変圧器の吸上電流の値を利用して、距離に対して直線的に比例する吸上電流比を算出して故障点を特定するAT吸上電流比方式故障点標点装置がそれぞれ採用されている。

## 沿革

### 初期の交流電化
電気鉄道は、直流電源を用いる方式ではじまった。しかし市内電車や近距離鉄道には向いていたが、長距離鉄道には変電所の建設や送電のコスト、電圧降下などの問題があった。そのために交流電化を試みるようになる。19世紀末には低電圧の三相交流と誘導電動機を用いた方式がスイスの登山鉄道でいずれも1898年開業のユングフラウ鉄道（650 V, 40 Hz、現在は1125 V, 50 Hz）、ゴルナーグラート鉄道（550 V, 40 Hz、現在は750 V 50 Hz）、シュタンスシュタート-エンゲルベルク鉄道（850 V, 33 Hz、現在は単相交流15 kV, 16.7 Hz）で採用されている。また、ドイツでは1892年よりジーメンス社がこの方式の試験を進めていた。その後、同社やAEGなどが参加した高速電気鉄道研究協会の実験路線（ベルリン郊外の王立プロイセン軍事鉄道線を使用）で1903年に電車と電気機関車がそれぞれ鉄道史上初となる200km/h突破 (210 km/h) を達成している（これは当時人類が搭乗可能な交通機関の最速記録でもあった）。
しかし、三相交流電化は架線を複数設置しなくてはならず、また速度制御が難しい。このため、ハンガリーのガンツ社が開発した技術を採用したイタリア北部（3,000 V, 15 Hz、1902年 - 1917年もしくは3600 V, {\displaystyle 16{\frac {2}{3}}} Hz、1912年 - 1976年） である程度広域的に使用された例を除くと、1906年に開通した瑞伊国境のシンプロントンネル（3000 V, 15 Hz、1930年に単相15000 V, {\displaystyle 16{\frac {2}{3}}} Hzに変更）や1911年に電化されたスペイン国鉄ヘルガル-サンタ・フェ線（5,200 V 25 Hz、1966年に電気運転を廃止しディーゼル化） など局地的なものに終わり、広く普及することはなかった。
一方、単相の交流で交流整流子電動機を直接駆動することも考えられた。この場合、周波数に比例して発生する電機子起電力により整流悪化が発生するため、25 (= {\displaystyle {\frac {50}{2}}}) もしくは{\displaystyle 16{\frac {2}{3}}} (= {\displaystyle {\frac {50}{3}}}) Hzなど周波数の低い交流電気を使用する。欧州では1904年にジーメンスの手によりドイツ・バイエルン地方のムルナウ - オーベルアンメルガウで実施したのがはじまりである。欧州では当初は800 - 6000 V, 25もしくは26 Hz、続いて、5000 V, {\displaystyle 16{\frac {2}{3}}} Hzを経て、15000 V, {\displaystyle 16{\frac {2}{3}}} Hzに落ち着く。この規格は1912年にドイツ帝国のプロイセン、バイエルン、バーデンで幹線鉄道の標準電化仕様として採用され、現在でもドイツ、スイス、オーストリア、スウェーデン、ノルウェーの幹線鉄道で多用されている。独自の送電網を整備する必要があることや、変圧器が重くなるのがデメリットである。同様にアメリカでは1905年にウェスティングハウスの手によりインディアナポリスのインターアーバンで3300 V, 25 Hz電化を実施、その後、1907年にはニューヘブン鉄道で11000 V, 25 Hz電化が採用、他にもサウスショアー線(6600 V)、ペンシルバニア鉄道などでも採用された。
しかし、以降は同時期に開発された直流1200 - 3000 V電化で直流整流子電動機を使う方式が主流となり、交流電化はそれほど広まらなかった。

### 商用周波数方式の実用化
20世紀初頭になると、商用周波数はドイツで50 Hz、アメリカで60 Hzに統一しようとする動きが出てくる。この周波数のまま電源に用いる方式も考えられた。車内で直流電気を発電して直流電動機を駆動する方式などが考え出されたが、機器類が大きくなり車両重量が増大するなどのデメリットが大きい。交流電化黎明期の1904年にスイスで実用化したものの1年限りで終わり上記の低周波交流電化に切り替えられ、普及しなかった。
本格的なものは、1920年代のハンガリーにはじまる。同国のカンド技師が開発した、15000 V 50 Hzを用いる方式を1923年から試験し、1933年には実用化した。機関車に単相から三相に変換する回転機と、連続で周波数変換を行なう回転機を搭載し、三相交流誘導電動機を駆動するものである。重量などの問題が大きかったが、1948年頃には、極数切替による段階的な周波数変換をし、二次抵抗制御を行なう方式が開発され、軽量化が進められた。
ドイツでも、1936年からドイツ南部のヘレンタール線で、この方式(20000 V, 50 Hz)が試行された。車両の方式は
- 回転周波数変換・二次抵抗制御により三相交流誘導電動機を使う方式（E244 31号機）
- 変圧器タップ制御により交流整流子電動機を使う方式（E244 21）
- 単極水銀整流器・変圧器タップ制御により直流直巻電動機を使う方式（E244 11）
- 多極水銀整流器・格子制御・直並列制御により直流直巻電動機を使う方式（E244 01）

の4種類が試された。
この技術は第二次世界大戦でドイツが敗戦した後に、この地を占領統治したフランスが接収する。その後、1950年頃からヘレンタール線での資材を転用して自国領内のサボア線を20000V・50Hzで電化して、変圧器タップ制御により交流整流子電動機を使う方式と高圧タップ切替・水銀整流器を用いて直流直巻電動機を使う方式の2種類の機関車を試作して試用した結果、優れた性能が確かめられ、その試験結果が1951年10月にアヌシィで｢アヌシィ・レポート｣として公表された。サボア線での成功の後にフランスの鉱山重工業地帯にある北部幹線のヴァランジエンヌとティオンブルの間を20000V・50Hzで電化し、試験を続行。1954年にはサボア線で試作した2種類に別の方式の2種類を加えて4種類の機関車を計105両を製造して交流電化に適した方式を見定めようと本格的な営業運転を開始した。これは
- 高圧タップ制御により水銀整流器を用いて直流直巻電動機を使う方式（BB12000形）
- 変圧器タップ制御により交流整流子電動機を使う方式（BB13000形）
- 回転機による三相変換・周波数変換機を用い三相交流誘導電動機を動かす方式（CC14000形）
- 単相同期電動機で直流発電機を動かし、その発生電力で直流直巻電動機を動かす方式（CC14100形）

である。この結果、BB12000形が最も良い結果を納め148両が製造された。
またCC形は、重量貨物機として設計されたものでCC14100が20両なのに対し、CC14000が102両製造されている。
以降、世界的に商用周波数交流電化と、車両上で整流の上で直流電気に変換する方式が広まった。

## 採用事例
以下に、主要各国における単相交流電化の採用例の一覧を挙げる（新交通システムなどは除く）。尚、複数の電化方式を採用している国もあるため、あくまでも目安であることに注意されたい。
| 国および地域名           | 周波数    | 電圧    | 事業者                                                             | 備考                                                      |
| ------------------------ | --------- | ------- | ------------------------------------------------------------------ | --------------------------------------------------------- |
| 中華人民共和国           | 50 Hz     | 25000 V |                                                                    |                                                           |
| インド                   | 50 Hz     | 25000 V |                                                                    |                                                           |
| イラン                   | 50 Hz     | 25000 V |                                                                    |                                                           |
| 日本                     | 50 Hz     | 20000 V | JR北海道、JR東日本ほか                                             | （後述）                                                  |
| 日本                     | 50 Hz     | 25000 V | JR北海道、JR東日本、JR西日本                                       | 東北、北海道、上越、北陸新幹線（一部）                    |
| 日本                     | 60 Hz     | 20000 V | JR西日本、JR九州ほか                                               | （後述）                                                  |
| 日本                     | 60 Hz     | 25000 V | JR東日本、JR東海、JR西日本、JR九州                                 | 東海道、山陽、九州、西九州、北陸新幹線（一部）            |
| 大韓民国                 | 60 Hz     | 25000 V | 韓国鉄道公社                                                       |                                                           |
| マレーシア               | 50 Hz     | 25000 V |                                                                    | クアラルンプール近郊                                      |
| 台湾（中華民国）         | 60 Hz     | 25000 V | 台湾鉄路管理局、台湾高速鉄道                                       |                                                           |
| タイ王国                 | 50 Hz     | 25000 V | エアポート・レール・リンク、ライトレッドライン、ダークレッドライン |                                                           |
| トルコ共和国             | 50 Hz     | 25000 V |                                                                    |                                                           |
| コンゴ民主共和国         | 50 Hz     | 25000 V |                                                                    |                                                           |
| 南アフリカ共和国         | 50 Hz     | 25000 V | TRANSNET                                                           |                                                           |
| 南アフリカ共和国         | 50 Hz     | 50000 V | TRANSNET                                                           | シシェン - サルダナ（鉄鉱石輸送路線）                     |
| ジンバブエ               | 50 Hz     | 25000 V |                                                                    |                                                           |
| オーストリア             | 16.7 Hz   | 15000 V | オーストリア連邦鉄道                                               |                                                           |
| オーストリア             | 25 Hz     | 6500 V  | オーストリア連邦鉄道                                               | マリアツェル線                                            |
| ボスニア・ヘルツェゴビナ | 50 Hz     | 25000 V |                                                                    |                                                           |
| ブルガリア               | 50 Hz     | 25000 V | ブルガリア国鉄                                                     |                                                           |
| クロアチア               | 50 Hz     | 25000 V |                                                                    |                                                           |
| チェコ                   | 50 Hz     | 25000 V | 鉄道施設管理公団（SŽDC）                                           | 南部国鉄路線                                              |
| デンマーク               | 50 Hz     | 25000 V | デンマーク国鉄                                                     |                                                           |
| ドイツ                   | 16.7 Hz   | 15000 V | ドイツ鉄道                                                         | 高速鉄道(ICE)用の新線(NBS)含む                            |
| フィンランド             | 50 Hz     | 25000 V |                                                                    |                                                           |
| フランス                 | 50 Hz     | 25000 V | フランス国鉄                                                       | 高速鉄道(TGV)用の新線(LGV)含む                            |
| イギリス                 | 50 Hz     | 25000 V |                                                                    | マージーサイドなど                                        |
| ギリシャ                 | 50 Hz     | 25000 V |                                                                    |                                                           |
| ハンガリー               | 50 Hz     | 25000 V |                                                                    |                                                           |
| イタリア                 | 50 Hz     | 25000 V |                                                                    | 高速新線の一部                                            |
| 北マケドニア共和国       | 50 Hz     | 25000 V |                                                                    |                                                           |
| モンテネグロ             | 50 Hz     | 25000 V |                                                                    |                                                           |
| ノルウェー               | 16 2/3 Hz | 15000 V | ノルウェー国鉄                                                     |                                                           |
| ポルトガル               | 50 Hz     | 25000 V |                                                                    |                                                           |
| ルーマニア               | 50 Hz     | 25000 V |                                                                    |                                                           |
| セルビア                 | 50 Hz     | 25000 V | セルビア鉄道                                                       |                                                           |
| スロバキア               | 50 Hz     | 25000 V | スロバキア国鉄（ŽSR）                                              | 標準軌線（主に西部路線）                                  |
| スペイン                 | 50 Hz     | 25000 V |                                                                    | 高速鉄道(AVE)用の新線                                     |
| スウェーデン             | 16 2/3 Hz | 15000 V | スウェーデン国鉄                                                   |                                                           |
| スイス                   | 16.7 Hz   | 11000 V | レーティッシュ鉄道                                                 | ベルニナ線を除く                                          |
| スイス                   | 16.7 Hz   | 11500 V | マッターホルン・ゴッタルド鉄道                                     | （旧フルカ・オーバーアルプ鉄道、ツェルマット鉄道）        |
| スイス                   | 16.7 Hz   | 15000 V | スイス連邦鉄道                                                     |                                                           |
| CIS諸国                  | 50 Hz     | 25000 V |                                                                    |                                                           |
| アメリカ合衆国           | 25 Hz     | 11000 V | アムトラック※、SEPTA、ニュージャージー・トランジット               | ※北東回廊（ニューヨーク - ワシントンD.C）、キーストン回廊 |
| アメリカ合衆国           | 60 Hz     | 12500 V | メトロノース鉄道                                                   |                                                           |
| アメリカ合衆国           | 60 Hz     | 25000 V | アムトラック※、ニュージャージートランジット                        | ※北東回廊（ニューヘイブン - ボストン）                    |
| アメリカ合衆国           | 60 Hz     | 50000 V | ブラックメサ・アンド・レイクパウエル鉄道                           | 鉄鉱石輸送路線                                            |
| カナダ                   | 60 Hz     | 25000 V | メトロポリタン交通社                                               | Deux-Montagnes線（モントリオール近郊）                    |
| オーストラリア           | 50 Hz     | 25000 V |                                                                    | クイーンズランド州および西オーストラリア州                |
| ニュージーランド         | 50 Hz     | 25000 V |                                                                    | 北島                                                      |

### 日本
日本の普通鉄道では新幹線、JR四国を除くJR線（北海道、東北、九州の電化区間の大半と常磐線の藤代駅 - 岩沼駅間、水戸線、羽越本線の間島駅 - 秋田駅間）、およびJRから経営分離された第三セクター鉄道の一部、阿武隈急行線、仙台空港鉄道仙台空港線、首都圏新都市鉄道つくばエクスプレスのみらい平駅 - つくば駅間において採用されている。このうち、新幹線、海峡線の北海道新幹線との共用区間（新中小国信号場 - 木古内）は電圧25000 V、ほかは20000 V（いずれも単相）が用いられる。
日本国内の商用電源の周波数は、本州中央部を境に西側（北陸電力・中部電力・関西電力以西）が60 Hz、東側（東京電力・東北電力以東）が50 Hzとなっている（商用電源周波数を参照）。これに従い、交流電化も地域により60 Hzまたは50 Hzの2種類が存在する。
一方、新交通システムの一部では低電圧の三相交流が採用され、電圧は600 V（ゆりかもめ東京臨海新交通臨海線〈ゆりかもめ〉、東京都交通局日暮里・舎人ライナー、埼玉新都市交通伊奈線〈ニューシャトル〉、Osaka Metro南港ポートタウン線〈ニュートラム〉、神戸新交通ポートアイランド線〈ポートライナー〉、神戸新交通六甲アイランド線〈六甲ライナー〉）である。

#### 沿革
日本では、フランスの｢アヌシィ・レポート｣に強い関心を持ち、当時の国鉄総裁であった長崎惣之助がフランス国鉄のアルマン総裁を訪れて交流電化を視察しており、帰国後に小倉俊夫副総裁を委員長とする交流電化調査委員会が設立され、交流電化についての調査研究が1953年頃から開始された。調査研究の結果、戦後の全国的に電化を進める際に、地上設備の費用を抑えられる商用周波数による交流電化が有利との見通しが得られた。当初、商用周波数による交流電化が進んでいたフランスから電気機関車などを輸入する計画であったが、日本側は重電メーカーが政府に国産化を働きかけ、電動機開発成功を機に輸入台数を大幅に減らしテスト機として数両の購入としたのに対し、フランス側は当初の引き合い通り継続的な車両輸入を要求して破談となり、重電業界の求める自力開発が通ったといわれている。
1955年（昭和30年）時点の交流電化調査委員会の説明では、一般送電網に流れている交流電気をどこからでも得られること、変電所は従来の1/3で済むこと、利益率は2倍以上見込まれるメリットがあり、貧乏国日本にとってはもってこいの試みとされていた。
その後、適当な線区で試験が行われることになり、列車本数が少なく、一部に直流電化区間（作並 - 山寺）との接続試験ができることから、1955年（昭和30年）に仙山線の北仙台 - 作並間を試験線区として交流電化され（20 KV/50 Hz）、1957年（昭和32年）9月5日に仙台 - 作並間で営業運転が開始された。この後、旧・日本国有鉄道の新規電化区間のうち、北海道、東北、九州の各地方および茨城県内と北陸本線で交流電化（一部区間を除く）が採用された。この時の電圧20 KVは、当時の直流変電所への標準的な供給電圧であり、日本の特別高圧送電網末端の電圧規格に基いたものである。新幹線の25 KVは送電損失低減からなるべく高い電圧を求めて「国際標準」としてフランスなどヨーロッパ系の供給電圧を採用したものである。
一方で私鉄では、必要な路線はほとんどが1965年頃までに電化されたがすべて直流電化であった。その後も既存区間との直通や、設備投資のコストなどが要因で、交流電化は実施されなかった。
阿武隈急行は元の国鉄丸森線だが、経営分離後の1988年（昭和63年）に電化された。そのため、同社が私鉄における交流電化採用の最初の事例となる。
現在でも新幹線の並行在来線として国鉄またはJRから分離された路線を除くと、首都圏新都市鉄道の守谷 - つくば間（2005年〈平成17年〉開業）と、仙台空港鉄道（2007年〈平成19年〉開業）で実施されているのみである。前者は通常であれば直流電化が適当と考えられる性格と距離であるが、常磐線と同じく、茨城県石岡市にある気象庁地磁気観測所への影響を考慮したものである。

#### 車両
沿革に記したように、当初フランスから交流電気車（BB12000とBB13000相当）のサンプル輸入を検討したが、諸般の事情により欧州の技術情報を基に独自開発となった。メーカー側は、日本の鉄道事情を考慮して重量級で大型とならざるを得ない電動発電機式や回転式変換機方式ではなく、変圧器の2次側のタップ切り替えによる低圧タップ制御により得た降圧した交流を用いて交流整流子電動機を駆動させる直接式、または高圧側に前置した単巻変圧器のタップで切り替えを行なってから降圧変圧器で降圧する高圧タップ制御または変圧器の2次側のタップ切り替えにより降圧する低圧タップ制御により降圧した交流を水銀整流器で直流に変換して直流直巻電動機を駆動させる間接式を試作した。
1955年に、前者の方式のED44形（のちのED90形 日立製作所製）と後者の方式のED45形（のちのED91形 三菱電機・新三菱重工製）がつくられ、仙山線で試験が行われた。この結果、所期の成果を発揮した整流式の採用が決まった。なお、保守面で問題の多い水銀整流器に代わって、1961年製のEF70形からシリコン整流器が採用され、既存形式も順次載せ替えが行われた。
交流電化当初は交流専用車（ED70形・ED71形電気機関車）が開発され使用された。
しかし、国鉄の運用に対する考え方から、交流・直流双方の電化区間を直通できる車両が求められた。そのため、交流電化区間を走る大半の車両（特に電車）が交直流両用車（EF80形電気機関車・401・421系電車など）となった。交直流両用車は高価である上に、直流車の構造を基本にしていることから、粘着係数が高いなどの利点を有しておらず、結果として交流電化のデメリットのみが残った形となった。また交直両用車は変圧器で降圧した単相交流をダイオードで整流して使ったことから交流への逆変換ができず、直流用車両が早期に実現していた高度な制御技術や回生ブレーキ化なども阻んだ。交直両用電車の主制御器は国鉄分割民営化まで、当時国鉄の中でももっとも旧態依然としたCS12形と改良型のCS15形のみだった。651系（スーパーひたち）において交直変換に逆潮流（電車線に電力を返す）可能なコンバーターが導入された結果、粘着特性の改善、界磁添加励磁制御による交直両用回生ブレーキの導入が行われたが、これも交流電化ならではのメリットではなく、交流化でも直流車両としての性能を発揮できるようにしただけである。
1990年代以降は直流・交流を問わず可変電圧可変周波数制御が普及していったが、単相交流を直接三相交流に変換するマトリックスコンバータは鉄道用の大電力で運用可能なものが存在せず、結果として交流専用の電車であっても主変換装置を用いて単相交流をいったん直流に変換（コンバート）してから三相交流に再変換（インバート）するという、交直流電車に類似した構成がとられている。
JR化後の現代においても交直流車両には交流専用車両と同じく、重量のある銅と鉄の塊である主変圧器を搭載しなければならないことから、逆潮流のできるコンバーターとVVVFインバーターとの組み合わせであっても、直流区間においては主変圧器他の特別高圧機器はただの死重にしかならず、またコンバーターの入力電源は直流区間の仕様に合わせる必要が有ることから、設計で考慮すべき事項が増えることとなる。外国の高速列車のように電力供給のふんだんな交流電化新線を高速で走る機能を中心に据え、在来線ターミナル乗り入れに部分出力の直流電化対応機能で済ますといったすみ分けが存在するのではなく、両区間とも同等の性能を追求したことから、少なくとも日本において交直流車両のデメリットの本質は現在に至るまでまったく変わっていない。このため、683系→289系など、交直流車両を直流区間に転用するのに当たって、不要となる交流機器を撤去する例が見られる。
なお、当初は変圧器の設計周波数により変圧器の構造の最適化を行ったことから電源周波数に応じて異なる形式の車両を準備した（ED70形電気機関車・421系電車・475系電車が60 Hz、ED71形電気機関車・401系電車・455系電車が50 Hz）が、後に50Hz用変圧器が基本的に60Hzで動作できるので両周波数用仕様を定めて50 / 60 Hz両対応の車両が開発された（EF81形電気機関車・485系電車・583系電車・415系電車・457系電車など。583系には60Hz専用の581型はあるが「50Hz専用車」が存在しない。50Hz用変圧器が元々50/60Hz両用可能だから）。

#### 交流・直流 直通用の地上設備

##### 地上切換方式
駅構内の電気要員の指示で直流と交流を随時切り替える方式。直流専用車または交流専用車を使用することができるが、地上設備が複雑になる。
日本では、直流・交流電化区間の接続第一号である仙山線作並駅と、東北本線黒磯駅、奥羽本線（福島 - 庭坂間の福島第二機関区付近の本線上）で採用された。作並駅と奥羽本線の切換設備は仙山線および奥羽本線の全線交流化により消滅し、黒磯駅のみ残っていたが、2018年1月1日 - 3日に黒磯 - 高久間にデッドセクションを設置し、車上切換方式へと切り替えられた。

##### 車上切換方式
交直デッドセクション（無電流区間）を挟んで接続する方式。地上切換方式に比べ地上設備が大幅に簡略化できる。無停車通過を前提とするため、列車自体の到達時間も短縮する。電気車両の直通は、直流専用車両に変圧器と整流器を搭載した交直両用車を用いる事が前提となるため、通過する車両の製造価格が高価につく。
日本においては、両電化区間の列車直通を前提とする常磐線取手 - 勝田間の電化にあたり取手 - 藤代間で採用された。その後、交流と直流の電化区間を接続する標準的な方法として普及する。デッドセクションの通過時は、モーターに電流を流すのを一時停止し、惰性で走行することにより両区間を渡る。交直切替の詳細と地上設備の設置場所はデッドセクションを参照。

#### その他

##### 新幹線と商用周波数
東海道新幹線と北陸新幹線は、2つの周波数地域を跨ぐ路線を持つ。このうち東海道新幹線は、東京駅から静岡県富士川以東に至る50 Hz地域でも、綱島、西相模の周波数変換変電所に横軸型同期周波数変換機を備えて、60 Hz電源に統一した。開業当時の技術でも両周波数対応の電車を製作することは可能であったが、50 Hz区間は、東海道新幹線の当初の開業時点でも全体の4分の1程度であり、博多開業を想定すると10分の1程度になる。50 Hz対応のために大部分を占める60 Hz区間で無駄となる装備を載せて走ることは不合理となる。開業時点の車両数の少ない時点では、車上で対応した方が安いと試算されたが、将来的な編成数増加の見込みもあって、経済的な観点から地上で周波数を統一する方式を採用することにしたものである。なお、開業後に浜松町変電所・沼津変電所にも周波数変換機を設けたため、現在は4箇所に周波数変換変電所が存在する。周波数変換はロスが多く、富士川以西から送電線を整備して60 Hzを給電した方が合理的であるが、電力購入先の規制によりやむなくの東京電力の50 Hz電源を周波数変換のうえ使用している。
一方、北陸新幹線は東京 - 高崎で50 Hzを採用する東北新幹線・上越新幹線に乗り入れるため、複周波数対応の新幹線車両を使用し、軽井沢駅 - 佐久平駅・上越妙高駅 - 糸魚川駅・糸魚川駅 - 黒部宇奈月温泉駅の3か所で50 Hzと60 Hzとを切り替える。
なお異周波接続の方式に関しても、デッドセクションを参照されたい。

##### 直流区間との直通問題および直流化
最初の幹線電化事例である北陸本線は、前後区間や富山港線（2006年に富山ライトレールに譲渡）が直流電化であり、交流電化区間として孤立した存在となっていた。そのため、列車直通におけるデメリットが目立つようになっていた（高山本線電化計画時にも問題のひとつとなった）。北陸本線富山駅以東の電化時、直流での電化と既電化区間の直流転換が検討されたが、改修費用が過大であることと切替時の取扱いが煩雑さから、交流電化が継続されることとなった。その後、北陸本線と接続する七尾線、小浜線では直流電化が採用されたほか、1991年には田村 - 長浜間が、2006年には長浜 - 敦賀間と、これに接続する湖西線近江塩津 - 永原間が、それぞれ直流電化に切り替えられている。
九州との関係が密な山口県西部でも同様な状況である。国鉄時代に山陽本線や中央本線が電化されたとき、山陽本線岡山以西 および中央本線多治見 - 甲府間については交流電化とする検討もされていたが、車両運用・所要車両数などを精査した結果、門司までおよび中央本線全線を直流とし、九州島内は交流電化とする決定がなされた。鹿児島本線荒木駅以南の電化の際、直流での電化と既電化区間の直流転換が検討されたが、交流電化が継続されることとなった。電化後は交直両用電車が関門トンネルを越えて運用されていたが、2005年には山陽本線の普通列車はすべてJR西日本との境界となる下関駅で分断された。

##### 茨城県内の電化と地磁気観測所
茨城県内の常磐線（取手駅以北）・水戸線（小山 - 小田林間の一部を除く）・首都圏新都市鉄道つくばエクスプレス線（守谷駅以北）は、交流電化である。これは同県石岡市柿岡に気象庁地磁気観測所があり、直流電流を流すと、レールに流れる帰線電流の一部が地上に漏洩して地磁気観測に影響を与える可能性があるためであり、そのため、電気事業法・電気設備に関する技術基準を定める省令の各法令によって、観測所の半径約30 - 40 km以内では直流電化を採用できないのである。交流電化であれば漏洩電流が小さいため、観測所の測定機器類に対する影響を低く抑えることができる。
ただし、方法によっては直流電化も不可能ではなく、過去には、1920 - 30年代において水戸電気鉄道（ただし電化は電気鉄道の免許が下りず計画のみに終わる）や常南電気鉄道では、当時の路面電車が多用した複式架線方式で上記の問題を解決しているが、一方で同方式は高速運転には不向きである。水戸市を起点とする直流電化路線として1966年まで存在した茨城交通水浜線の対応については600Ｖで大地への洩電流も少ないためか影響があった旨を記述した文献はない。
また、東京圏のベッドタウンとして、沿線に新取手・戸頭・パークシティ守谷・常総ニュータウン（新守谷・南守谷・絹の台）といったニュータウンの造成・大規模開発が進み、1970年代 - 1980年代にかけて通勤輸送需要が急増した関東鉄道常総線では、輸送力増強のために同線の電化検討として気象庁立ち会いのもとで直直デッドセクション方式（通電区間を数km単位に細分化し、それぞれの通電区間に1変電所を設置。通電区間毎に絶縁する方式）の試験を行い、この方式ならば直流電化でも地磁気観測に影響がないことの確認を行った。しかし、非常に多くの変電所を建設しなければならないため、コスト的に見合わず、結果的に電化を断念している。同県内では、常陸太田市と日立市を結ぶ直流電化路線として2005年（平成17年）まで存在した日立電鉄線において、桜川、久慈浜、常陸岡田の3箇所に変電所をおよそ7 km間隔で設置することで対処していた事例が存在する。隣県の千葉県内を走る内房線では、柿岡と同様に地磁気への影響が問題となる鹿野山測地観測所近辺の区間を、同方式で直流電化している。

##### 電車を使用しない例
国鉄時代には電化区間のみを走行する「架線下DC」列車が数多く存在し、非合理といわれたが、これも非電化区間との車両共用、既存の気動車の活用（高価な交直両用電車新製の抑制）が主な理由であったが、年々悪化する労使関係もその背景にあった。これらのような「電化区間の普通列車がすべて気動車」という例は、かつては湖西線近江今津 - 近江塩津・敦賀駅間直通運用および田沢湖線などにも見られ、郵便荷物輸送の問題もあって客車列車のみが電気機関車牽引という例が各地で見られた。郵便荷物輸送が廃止されて民営化された1987年（昭和62年）4月1日時点でも、東日本旅客鉄道（JR東日本）東北地区の路線（仙台支社エリアと常磐線を除く）を中心に、客車（電気機関車）と気動車を混用する運用が多かった。他の区間では非電化区間に隣接した電化区間で気動車を間合い運用・送り込み運用する程度の細々としたものになっている。
羽越本線では、村上 - 間島駅間に交直のデッドセクションが存在するが、管轄のJR東日本新潟支社は普通列車用の交直流電車を保有していないため、デッドセクションを通過する特急列車・貨物列車は双方の電源に対応した電車もしくは電気機関車による牽引であるが、普通列車はGV-E400系などの気動車を使用している。かつては電気機関車牽引の客車列車もあったが、動力近代化計画によって客車列車を廃止して機関車と客車を淘汰する方針により、すべて気動車に置き換えられた。このほか臨時列車では、485系を改造したジョイフルトレイン「きらきらうえつ」が同区間で快速列車として運用されていたが、こちらも気動車のHB-E300系「海里」に置き換えられている。
これ以外では江差線→道南いさりび鉄道（五稜郭 - 木古内駅間）が、同様に電化当初から普通列車の全列車を気動車で運行している。なお、北海道では、海峡線との直通列車を除き、電化・非電化区間に関わらず日本貨物鉄道（JR貨物）の貨物列車もディーゼル機関車が牽引を行う。
過去の例では、東北本線黒磯 - 新白河駅間で運行する列車が従来の交流電車から交直流電車のE531系とキハ110系に切り替わった が、2020年3月14日改正で全列車がE531系に置き換えられ、同時にワンマン運転を開始した。日豊本線でも佐伯 - 延岡駅間を走る普通列車が2009年10月からキハ220形気動車に置き換えられたが、2018年3月17日のダイヤ改正で全列車が特急形車両の787系（特急「にちりん」「ひゅうが」の間合い運用）に置き換えられている。室蘭本線でも苫小牧 - 室蘭駅間の普通列車が、特急「すずらん」の間合い運用となる東室蘭 - 室蘭駅間の普通列車を除き、2012年（平成24年）10月27日より全てワンマン気動車に置き換えられたが、2023年（令和5年）5月20日より新たに導入されたワンマン電車（737系）に置き換えられている。
2015年（平成27年）5月に運転開始した仙石東北ラインでは仙石線が直流電化、東北本線が交流電化と電化方式が異なるため、両線を結ぶ連絡線は非電化としたうえで、ハイブリッドシステムをもつ気動車のHB-E210系を新造して、仙石東北ライン専用の車両としている。
肥薩おれんじ鉄道では、路線そのものはJR九州から引き継いで20000 Vの交流電化である。しかし、自社の列車運行は維持経費を削減するため気動車を採用している。電化設備を残しているのは第2種鉄道事業者としてJR貨物・JR九州の列車を通過させるためで、このうち電気運転を行っているのは貨物列車のみである。北陸本線の新潟県内区間を引き継いだえちごトキめき鉄道日本海ひすいラインも、同様に自社の普通列車は気動車を使用しており、貨物列車及びあいの風とやま鉄道、JR東日本からの直通列車のみが電気運転をしている。
また、2022年の西九州新幹線の部分暫定開業により、並行在来線として一般社団法人佐賀・長崎鉄道管理センターが施設を保有し、JR九州が列車を運行する上下分離方式に移行する長崎本線の一部区間のうち、肥前浜 - 諫早駅間については施設維持費節約の観点から電化設備を撤去し、気動車などの非電化列車で運行することが決定しており、並行在来線における初の電化設備の撤去事例となった。また、諫早 - 長崎駅（市布駅経由新線）も前述の肥前浜 - 諫早間の電化設備撤去により孤立した電化区間となり電車の運用が難しいことから、同様に非電化化を実施している。
ここに記述した路線および区間の多くは輸送密度の低い区間であるが、1両編成での運転ができる営業用の交流・交直流電車が2010年代の現在でも存在しないため、電車では最短でも2両編成にせざるを得ず、運行区間および時間帯によっては2両運転でも輸送力過剰になることがある。このため、交流電化区間において列車の1両編成運転を行なうには気動車運転しか選択肢がないのが現状である。

### ドイツ、オーストリア、スイス
20世紀初頭より低周波交流(15000 V, {\displaystyle 16{\frac {2}{3}}} Hz)が採用され、幹線鉄道の電化区間の大半がこの方式を採用している。
ドイツの超高速鉄道、ICEもこの方式を採用。一方、都市圏の通勤電車であるSバーンも、大半がこの方式を採用し、都市の地下鉄道での数少ない交流電化区間を持つ。
ナローゲージでも、オーストリア国鉄のマリアツェル線（6500 V, 25 Hz）のように、交流電化の事例がある。

### フランス
第二次世界大戦前は、直流1500 Vによる電化が行われていたが、1952年に商用周波数による交流電化(25000 V, 50 Hz)が実現し、以降の電化区間ではこの方式を採用している。超高速鉄道のTGVも同様である。現在、北部・東部地域の在来線と、LGV全線(TGV用の高速新線)が交流電化である。パリを基準に言えば、サンラザール駅・北駅・東駅から出る列車が向かう地域が交流電化である。また南部や西部でもマルセイユ以東やアルプス地方の一部、ブルターニュ地方などに交流電化の区間がある。なお、近年のフランス国鉄の電気機関車やTGVは交直両用で設計されており、交流専用機はBB15000形を最後に開発されていない。

### アメリカ
現存するものは、低周波方式(11500 V, 25 Hz 旧ペンシルバニア鉄道など)と一般的な商用周波数方式（12500 V, 60 Hz、25000 V, 60 Hz)である。
なお、20世紀初頭にアメリカ各地で発達したインターアーバンでも、低周波交流電化が実施された路線が存在したが、デメリットが多く1910年以降このシステムの採用はなくなる。導入した会社も直流化、ディーゼル化、廃止の方向をたどり、1945年を最後にこの方式の商用周波数交流電化は消滅した。

### 韓国
1973年、ヨーロッパ（主にフランス）の技術協力により、ソウルと東海岸を結ぶ中央線・嶺東線の一部と太白線の電化が実現した（嶺東線はその後、2005年までに全線が電化された）。この区間は山岳路線である上、太白山脈から産出される無煙炭を輸送することから「産業線」と位置付けられていた。25000 V, 60 Hzを採用している。さらにその後、ソウル首都圏の通勤路線（首都圏電鉄→広域電鉄）の電化が進められている。
一方で長距離鉄道は、変電所への攻撃を避けるという軍事的理由により、ほとんどの幹線鉄道が非電化のままだった。21世紀に入り、KTX開業による乗り入れや、一般列車の高速化のため、まず主要幹線である京釜線（2006年完了）と湖南線（2003年完了）で路線改良と共に電化を実施。他の路線でも順次電化を進めている。
なお、広域電鉄のうち果川線と盆唐線は、世界的にも珍しい商用周波数方式の交流電化を採用した地下鉄である。

### 台湾
1970年代後半、イギリスの技術協力により電化が実現した(25000 V, 60 Hz)。長らく西部幹線の基隆 - 台北 - 高雄のみであったが、1990年代以降に延伸。現在は西部幹線の基隆 - 潮州、東部幹線の八堵 - 知本、南迴線の全区間が電化され、全ての幹線路線が電化された。また、台湾高速鉄道も同様の電圧・周波数で電化されている。

## その他
特別高圧の交流電化では架線の半径約 2 m 以内に近寄るだけで感電の危険がある。このため交流電化路線では、踏切等で見られる一般的な注意喚起に加えて、線路をオーバーパスする跨線橋上にも「高電圧危険」などの標識や防護柵が設置されており、架線柱や車両基地では「高圧注意」、「昇柱禁止」と書かれた標識が設置されるなど、直流電化以上の注意喚起や対策が施されている。実際に2008年、当時は地上で交直流の切り替えが行われていた東北本線の黒磯駅構内で、保守点検中に作業員が感電死する事故が発生し、これを契機に2018年に黒磯駅構内を直流化し、デッドセクションを盛岡寄りに新設する事で構内停止時の交直流切り替えから、通過中に切り替える方式に変更されている。
七尾線は1991年の電化の際、直通運転される北陸本線が交流電化されているにもかかわらず直流が選択された。これは、宝達駅付近にある天井川をくぐる既存トンネルにおいて、高電圧から来る絶縁破壊対策などの費用問題があったためである。このため、北陸本線（現：IRいしかわ鉄道線）との接続地点になる津幡駅付近にデッドセクションが設けられ、運行上の起点駅である金沢駅からの交直流電車による運転となっている。これに際して交直両用車両は新造されず、直流電化区間で運行されていた「北近畿」に使用されていた485系電車から、不要となった交流用機器を113系電車に移植し、415系800番台として必要両数をまかなっている。
仙山線で行われた試験の技術資料や携わった技術者・機関士の証言記録は、東北福祉大学が東北福祉大前駅の開設に合わせオープンさせた「鉄道交流ステーション」が収集・展示している。